# Wasteland 2
Wasteland 2 (рус. Пустошь 2) — постапокалиптическая ролевая игра от Брайана Фарго и InXile Entertainment, продолжение игры 1988 года Wasteland  — идейного предшественника серии Fallout. Около 50 % средств на финансирование игры было обеспечено фанатами серии и будущими игроками с помощью сервисов Kickstarter и Paypal. Игра вышла 19 сентября 2014 года  и доступна для операционных систем Windows, Linux и macOS.
Мировым издателем стала компания Deep Silver Издателем и локализатором в России и СНГ является компания «Бука».

## Сюжет
Действие игры разворачивается в альтернативной вселенной, где в 1998 году из-за столкновения со скоплением астероидов между СССР и США началась ядерная война. В день катаклизма рота инженеров армии США находилась в безлюдной юго-западной пустыне, строя мосты в районе с несколькими небольшими населёнными пунктами и недавно построенной федеральной тюрьмой для смертников с предприятиями легкой промышленности. Солдаты нашли убежище в тюрьме, изгнали заключенных и вскоре после этого пригласили ближайших выживших присоединиться к ним. Спустя годы вместе они сформировали «Пустынных рейнджеров» в великих традициях техасских и аризонских рейнджеров, чтобы помогать другим выжившим в пустыне и за её пределами.
Действие игры начинается в 2102 году, через пятнадцать лет после событий оригинальной Wasteland. Рейнджеры теперь занимают бывшую Цитадель Стражей, в которой раньше жили безумные монахи, поклонявшиеся технологиям (Стражи). Лидер Пустынных рейнджеров Невады генерал Варгас (в прошлом участник отряда, спасшего Пустоши от угрозы взбунтовавшегося искусственного интеллекта), встревожен неизвестными радиопередачами, в которых говорится о «единении машин и людей», а также содержатся угрозы полностью истребить Пустынных рейнджеров. Он посылает Эйса (также ветерана битвы с искусственным интеллектом) установить на отдалённой радиовышке пеленгационное устройство, дабы определить местоположение источника сигнала. Однако спустя несколько дней Эйса находят убитым. Обеспокоенный генерал Варгас прямо с похорон направляет отряд из четырёх новичков расследовать это странное преступление. С этого момента начинаются основные события игры.

### Аризона
История начинается на похоронах одного из пустынных рейнджеров из оригинальной игры Эйса. Генерал Варгас отправляет четырёх рейнджеров из недавно сформированной команды Эхо-Один расследовать убийство; у них также есть возможность взять с собой любовницу Эйса и очень опытного рейнджера Анжелу Дет. Их первой целью становится радиомачта в пустыне, где на Эйса напали и убили. Там они находят тело искусственного человека с искусственным интеллектом (синта), который напал на него, а более поздние возмущения у антенны выявят отряд низкотехнологичных роботов-убийц.
Генерал Варгас обеспокоен, узнав о существовании синта, ибо вспоминает андроида Финистера и искусственный интеллект Кочис, с которыми он и его товарищи-рейнджеры сражались много лет назад. Он говорит новобранцам, что они должны выполнить миссию Эйса по установке ретрансляторов в трех радиовышках, чтобы определить местонахождение подозрительного радиосообщения. Первый репитер уже установлен; они должны отправиться в башни в Хайпуле и в Центре сельского хозяйства.
Все быстро усложняется, поскольку рейнджеры вынуждены выбирать между спасением Хайпула от рейдеров или сельскохозяйственным центром от неудачного лабораторного эксперимента; их выбор приносит им союзников и признание тех, кого они спасают, но означает ужасные потери для другого места (они также могут не спасти оба места). Рейнджеры устанавливают ретранслятор в одном из двух мест, и Варгас говорит, что последний ретранслятор необходимо установить в городе Дамонта, который спрятан за стеной с очень высоким уровнем радиации и за долиной, оккупированной поклоняющимися ядерным бомбам монахами.
Команде рейнджеров Echo-One удается найти Дамонту и добраться до неё, приобретая новых союзников, находя новые сообщества и решая (или случайно создавая) кризисы на этом пути. Прибыв в город они находят его уничтоженным роботами, в то время как горстка выживших укрывается в оставшихся зданиях. В процессе спасения выживших Рейнджеры находят синта Тинкера, который устанавливает механическое сердце в молодую девушку. Они убивают его и при этом узнают, что он работал на другого синта, который планирует «обновить» человечество через его роботизацию.
С ретранслятором, установленным в Дамонте, генерал Варгас отслеживает сигнал до Лос-Анджелеса и отправляет вертолет с командой лучших рейнджеров, включая Анжелу Дет. Анжела и команда проникают на базу, где на них нападают, а вертолет сбивают. Потеряв сигнал, Варгас отправляет туда команду игрока в надежде выяснить, что произошло.

### Лос-Анджелес
По пути игроки вынуждены преодолевать шторм, у них кончается топливо, и они совершают аварийную посадку на полуразрушенной фабрике в Санта-Фе-Спрингс. С помощью лейтенанта Вудсона, пережившего предыдущую атаку, они охраняют комплекс и превращают его в аванпост рейнджеров. У них четыре цели: приобрести достаточное количество цеолита и наполнителя для кошачьих туалетов, чтобы модернизировать свои радиационные костюмы для прохода через Лос-Анджелес; оснастить больше радиовышек ретрансляторами, чтобы усилить сигнал в Аризону и сообщить Варгасу, что они живы; помогать местным жителям с их проблемами для распространения славы Рейнджера; и отследить источник подозрительного сигнала.
Рейнджеры обнаруживают, что этот район оккупирован несколькими фракциями: обеспечивающие порядок насилием манериты, придерживающиеся права сильного Робинсоны, Божья милиция, приветствующие модернизацию тела с помощью технологических аугментаций Дети Цитадели и группа роботов, которыми управляет ИИ по имени Дуган. Рейнджеры имеют дело с различными спорами и драками в пустошах Лос-Анджелеса, пытаясь остановить неизвестного противника, который пытается запятнать их доброе имя, обвиняя их в серии массовых убийств.
В конце концов, команде удается получить модернизированные радиационные костюмы и связаться с Варгасом, который отправляет их на Пляж Сил, базу Детей Цитадели, где потерпела крушение команда Анжелы. Там они находят сбитый вертолет, но никаких следов Анжелы или кого-либо ещё. Проникнув на базу и в процессе сражаясь с группами частично модернизированных киборгов, рейнджеры сталкиваются с Дуганом, который ранее казался врагом лидера Детей Цитадели Матиаса. На самом деле, он находится в союзе с Матиасом и просто давал гражданам Лос-Анджелеса дополнительный стимул присоединиться к церкви и добровольно позволить себе совершенствоваться.
Оказывается, Матиас и Дуган — два выживших Стража из Цитадели Стражей, сбежавшие в Лос-Анджелес из Аризоны. В течение последних пятнадцати лет они собирали в Калифорнии армию киборгов и модифицировали людей с целью отомстить Рейнджерам и уничтожить их. Кроме того, Матиас и Дуган планируют возродить ИИ Кочис в нынешней Цитадели рейнджеров. Два бывших Стража верят, что загрузка своего разума в ИИ позволит им достичь технологического превосходства и присутствовать в каждом носителе ИИ в мире, что сделает их «богами», правящими миром с Детями Цитадели и армией ИИ-ботов Дугана. Матиас сообщает рейнджерам, что дремлющая система безопасности на базе рейнджеров теперь активна и повернута против рейнджеров, и что их старые друзья, вероятно, все уже мертвы, пока Дуган готовится лично прикончить команду Эхо-Один.
Уничтожив множество роботов, включая самого Дугана, рейнджеры находят вертолет и летят в Цитадель. Здание горит и кишит опасными роботами, десятки рейнджеров были убиты, в том числе один из первых героев-рейнджеров Трэшер. С помощью генерала Варгаса и жителей Аризонской пустоши, рейнджеры пробивают себе путь к ранее недоступному ядру ИИ и готовятся к битве с Матиасом.
Однако, прежде чем бой может начаться, Кочис возрождается и подчиняет себе тело Матиаса и его синтетическую армию. Оказывается, ИИ планирует напрямую и удаленно управлять всеми киборгами и машинами в пустоши, превращая людей в своих дронов либо уничтожая их.
Завязывается массовая битва, и Рейнджеры уничтожают миньонов Кочис. Рейнджеры узнают, что именно этот ИИ был зачинщиком ядерной войны. С неизбежным распространением ИИ на компьютеры по всему миру, единственный способ убить его заключается в разрушении Цитадели с помощью грязной ядерной бомбы, приготовленной покойным специалистом рейнджеров по уничтожению. Один из рейнджеров или их выжившие союзники жертвуют собой, чтобы дать остальным шанс сбежать. Когда спасательный вертолет взмывает в облученное небо, бывшая Цитадель рейнджеров уничтожается шаром ядерного огня. Затем в эпилоге объясняется, как действия рейнджеров повлияли на каждое из сообществ, с которыми они вступили в контакт, и что случилось с некоторыми из их наиболее видных союзников.

## Разработка
В 2003 году InXile Entertainment (возглавляемый создателем Wasteland Брайаном Фарго) приобрёл права на Wasteland у Electronic Arts. Сам Брайан обмолвился, что собирается выпустить продолжение Wasteland. В июне 2007 года Фарго заявил:

«Я действительно с нетерпением возвращаю игру, которая породила серию Fallout. Оставайтесь с нами…».

В ноябре 2007 года фан-сайт Fallout «Duck and Cover» сообщил о возможном концепт-арте изображений из Wasteland 2, отображаемом на главной странице сайта InXile Entertainment.
Руководитель проекта Брайан Фарго собрал ключевых членов команды из первого Wasteland: Алана Павлиша (англ. Alan Pavlish), Майкла Стэкпола (англ. Michael A. Stackpole), Кена Андре (англ. Ken St. Andre) и Лиз Дэнфорт (англ. Liz Danforth), а также дизайнера первых Fallout игр Джейсона Андерсона (англ. Jason Anderson) (Андерсон оставил компанию в декабре 2010 года). Композитор Марк Морган, автор музыкальных композиций к Fallout и Fallout 2, написал музыку к Wasteland 2.
13 марта 2012 года Брайан Фарго от лица InXile Entertainment начал проект по сбору средств для создания сиквела игры при помощи сервиса Kickstarter. За 42 дня проект собрал свыше 3 миллионов долларов, что обеспечило выполнение намеченных разработчиками планов по портированию на платформы Linux и Mac OS X, дополнительную локализацию игры на русский и польский языки и выпуск SDK для создания модификаций к игре. К разработке присоединились сотрудники Obsidian Entertainment во главе с Крисом Авеллоном.
Игра выполнена на движке Unity, в котором разработчиков привлекла масштабируемость движка и легкость переноса на разные платформы.
Для лучшей проработки сюжета и игрового мира к разработке игры была привлечена группа учёных Thwacke. Также известно, что в августе 2012 года сценарий Wasteland 2 насчитывал 900 страниц текста, что намного больше, чем в оригинальной Wasteland.
9 февраля 2013 года вышел первый трейлер, демонстрирующий геймплей.
14 декабря 2013 года игра вышла в раннем доступе в Steam. 19 сентября 2014 года состоялся мировой релиз Wasteland 2 для всех трёх заявленных платформ.
4 марта 2015 в ходе выставки GDC 2015 была анонсирована версия игры для Xbox One, которая выйдет по программе публикации игр ID@Xbox.

### Диалоговая система
Диалоговая система Wasteland 2 основана на ключевых словах. Щелчок по ключевому слову (или набор этого слова в диалоговой строке) приводит к тому, что персонаж произносит определенную фразу, связанную с ним. Важно, что вариант InXile лишен основного недостатка такого решения — игрок всегда будет знать, что именно будет сказано, так как при наведении курсора мыши на ключевое слово будет видна фраза целиком.
Состав ключевых слов будет связан не только с диалоговой системой, но и с ролевой. Пополнять «словарный запас» можно при помощи развитого восприятия, читая описания предметов и окружения. Реакция неигровых персонажей будет зависеть от множества факторов: состава партии, решений в игре, выбранных ранее ключевых слов, ответов на вопросы неигровых персонажей, навыков и характеристик персонажа, предметов в инвентаре, надетой брони и других факторов.

## Сравнение Wasteland 2 и серии Fallout
IGN Russia в статье «Впечатления от Wasteland 2. Доза ностальгии» сравнил игру Wasteland 2 с серией Fallout, отметив, что Wasteland 2 многим схожа с Fallout, на что и делали упор разработчики, нежели на первую Wasteland, которую мало кто помнит:

Собственно, сравнений с первой Wasteland вы тут не найдете: к сожалению, едва ли она пользуется большой популярностью у современных игроков. И хотя отсылки к оригиналу тут есть (иногда ими прямо машут перед лицом игрока), лучше всего сопоставлять увиденное в Wasteland 2 с триумвиратом Fallout, Fallout 2, Fallout Tactics.
Полтора года назад, после триумфального завершения кампании Wasteland 2 на Kickstarter, я интересовался у Фарго: правильно ли я понимаю, что Wasteland 2 — более, если угодно, свободный и «ролевой» Fallout Tactics? Ответ был «в принципе, да». У Wasteland 2 ролевая система своя, но она во многом похожа на Fallout. Схватки вполне на уровне оригинальных Fallout 1-2.
Брайан Фарго крайне уважительно отнесся к фанатам Fallout и Wasteland. Искренне верю, что команде Фарго, в которую входит множество людей, работавших над Wasteland и изометрическими Fallout, хватит сил сделать отличную ролевую игру.
— IGN Russia: Впечатления от Wasteland 2. Доза ностальгии
Игры@Mail.Ru в статье «Превью Wasteland 2. Постапокалиптическая ролевая игра от создателя Fallout» характеризует Wasteland 2 как идейное продолжение серии Fallout и показывает сходства между ними:

Если бы не успех на Kickstarter, Брайан Фарго — автор оригинальной Wasteland 1988 года и первого Fallout — вряд ли смог бы найти деньги на разработку Wasteland 2.
Новая Wasteland с её радиоактивными пустынями, рейдерами, мутантами и чёрным юмором — идейное продолжение не только оригинальной игры, но и первых частей Fallout. Сходство с культовой серией ощущается в её визуальном стиле и даже в музыкальном сопровождении (последнее неудивительно, учитывая, что композитор Wasteland 2 написал саундтрек для Fallout).
— Игры@Mail.Ru: Превью Wasteland 2. Постапокалиптическая ролевая игра от создателя Fallout

## Отзывы и продажи
| Сводный рейтинг       | Сводный рейтинг                            |
| Агрегатор             | Оценка                                     |
| --------------------- | ------------------------------------------ |
| GameRankings          | - PC: 80,44 % - PS4: 81,00 % - NS: 73,92 % |
| Русскоязычные издания |                                            |
| Издание               | Оценка                                     |
| PlayGround.ru         | 8,2/10                                     |
| Riot Pixels           | 78 %                                       |

Летом 2018 года, благодаря уязвимости в защите Steam Web API, стало известно, что точное количество пользователей сервиса Steam, которые играли в Wasteland 2: Director's Cut хотя бы один раз, составляет 626 811 человек.